# The Golden Girls
The Golden Girls este un sitcom american creat de Susan Harris, difuzat de NBC între 14 septembrie 1985 și 9 mai 1992. În rolurile principale apar Bea Arthur, Betty White, Rue McClanahan și Estelle Getty, interpretând patru femei de peste 50 de ani ce locuiesc împreună în Miami, Florida, după ce au divorțat sau le-a murit soțul. A fost produs de Witt/Thomas/Harris Productions în asociere cu Touchstone Television, Paul Junger Witt, Tony Thomas și Harris fiind producători executivi inițiali.